# Договор Ананьи
Договор Ананьи — соглашение между папой Бонифацием VIII, королем Арагона Хайме II Арагонским, королем Франции Филиппом IV, Королем Неаполя Карлом II и королем Майорки Хайме II Майорским. Договор был подписан 20 июня 1295 года в городе Ананьи, в центре Италии. Главным намерением было утвердить Договор Тараскона 1291 года, после которого закончился Арагонский крестовый поход. Он также касался дипломатического разрешения о завоевании Сицилии Педро III в 1285 году.
Ни Федериго II, брат Хайме Арагонского, ни сицилийцы не приняли договор, и вместо этого они продолжили войну против войск Карла Анжуйского, также короновав Федериго королём Сицилии. Карлу, по одному из пунктов договора, должна была помогать флотилия Хайме Арагонского. Эта война закончилась только в 1302 году по Кальтабеллотскому договору.

## Основные условия
- женитьба Хайме Арагонского и Бланки, дочери Карла
- возврат папству Сицилии, которую он подарил Карлу
- военная поддержка от Хайме Арагонского Карлу для того, чтобы завоевать Сицилию (см. выше)
- помилование Хайме Арагонского
- отречение Карла Валуа от Арагонской короны
- возвращение Балеарских островов Хайме Майоркскому
- третейский суд папы в вопросе о принадлежности Валь-д’Арана
- возвращение Карлу земель, завоеванных Хайме Арагонским в Италии
- обмен пленных, включая освобождение (7 июня) Людовика, Роберта и Реймонд Беренгер, сыновей Карла, которых схватил Хайме Арагонский.

## Скрытые пункты
Позже были добавлены два секретных условия:
- передача Корсики и Сардинии Хайме Арагонскому (хотя этот пункт стоит под сомнением)
- военная помощь от Арагона для Франции против Эдуарда I